# Grand Prix Formule 1 van Frankrijk 1981
De Grand Prix Formule 1 van Frankrijk 1981 werd gehouden op 5 juli 1981 op Dijon.

## Uitslag
| Positie | Nummer | Rijder            | Team           | Ronden | Tijd/Opgave         | Startplaats | Punten |
| ------- | ------ | ----------------- | -------------- | ------ | ------------------- | ----------- | ------ |
| 1       | 15     | Alain Prost       | Renault        | 80     | 1:35:48.13          | 3           | 9      |
| 2       | 7      | John Watson       | McLaren-Ford   | 80     | + 2.29              | 2           | 6      |
| 3       | 5      | Nelson Piquet     | Brabham-Ford   | 80     | + 24.22             | 4           | 4      |
| 4       | 16     | René Arnoux       | Renault        | 80     | + 42.30             | 1           | 3      |
| 5       | 28     | Didier Pironi     | Ferrari        | 79     | + 1 Ronde           | 14          | 2      |
| 6       | 11     | Elio de Angelis   | Lotus-Ford     | 79     | + 1 Ronde           | 8           | 1      |
| 7       | 12     | Nigel Mansell     | Lotus-Ford     | 79     | + 1 Ronde           | 13          |        |
| 8       | 22     | Mario Andretti    | Alfa Romeo     | 79     | + 1 Ronde           | 10          |        |
| 9       | 6      | Héctor Rebaque    | Brabham-Ford   | 78     | + 2 Rondes          | 15          |        |
| 10      | 2      | Carlos Reutemann  | Williams-Ford  | 78     | + 2 Rondes          | 7           |        |
| 11      | 8      | Andrea de Cesaris | McLaren-Ford   | 78     | + 2 Rondes          | 5           |        |
| 12      | 33     | Marc Surer        | Theodore-Ford  | 78     | + 2 Rondes          | 21          |        |
| 13      | 3      | Eddie Cheever     | Tyrrell-Ford   | 77     | + 3 Rondes          | 19          |        |
| 14      | 29     | Riccardo Patrese  | Arrows-Ford    | 77     | + 3 Rondes          | 18          |        |
| 15      | 23     | Bruno Giacomelli  | Alfa Romeo     | 77     | + 3 Rondes          | 12          |        |
| 16      | 4      | Michele Alboreto  | Tyrrell-Ford   | 77     | + 3 Rondes          | 23          |        |
| 17      | 1      | Alan Jones        | Williams-Ford  | 76     | Botsing             | 9           |        |
| NF      | 26     | Jacques Laffite   | Ligier-Matra   | 57     | Ophanging           | 6           |        |
| NF      | 17     | Derek Daly        | March-Ford     | 55     | Motor               | 20          |        |
| NF      | 27     | Gilles Villeneuve | Ferrari        | 41     | Elektrisch probleem | 11          |        |
| NF      | 25     | Patrick Tambay    | Ligier-Matra   | 30     | Wiellager           | 16          |        |
| NF      | 20     | Keke Rosberg      | Fittpaldi-Ford | 11     | Ophanging           | 17          |        |
| NF      | 14     | Eliseo Salazar    | Ensign-Ford    | 6      | Ophanging           | 22          |        |
| DNS     | 21     | Chico Serra       | Fittpaldi-Ford | 0      | Niet gestart        | 24          |        |
| NQ      | 30     | Siegfried Stohr   | Arrows-Ford    |        |                     |             |        |
| NQ      | 35     | Brian Henton      | Toleman-Hart   |        |                     |             |        |
| NQ      | 9      | Slim Borgudd      | ATS-Ford       |        |                     |             |        |
| NQ      | 31     | Beppe Gabbiani    | Osella-Ford    |        |                     |             |        |
| NQ      | 36     | Derek Warwick     | Toleman-Hart   |        |                     |             |        |

## Statistieken
| Pole-position | René Arnoux | Renault | 1:05.95 |
| Snelste ronde | Alain Prost | Renault | 1:09.14 |

## Noot
- Dit was de tweehonderdvijftigste Grand Prix-start voor een Zwitserse coureur.
- Dit was de vijfentwintigste pole position voor een Franse coureur.
- Eerste snelste ronde, eerste rondes als raceleider en eerste Grand Prix-winst voor Alain Prost.
- Tiende podiumplaats voor zowel John Watson als Nelson Piquet.

1906 · 1907 · 1908 · 1912 · 1913 · 1914 · 1921 · 1922 · 1923 · 1924 · 1925 · 1926 · 1927 · 1928 · 1929 · 1930 · 1931 · 1932 · 1933 · 1934 · 1935 · 1936 · 1937 · 1938 · 1939 · 1947 · 1948 · 1949 · 1950 · 1951 · 1952 · 1953 · 1954 · 1956 · 1957 · 1958 · 1959 · 1960 · 1961 · 1962 · 1963 · 1964 · 1965 · 1966 · 1967 · 1968 · 1969 · 1970 · 1971 · 1972 · 1973 · 1974 · 1975 · 1976 · 1977 · 1978 · 1979 · 1980 · 1981 · 1982 · 1983 · 1984 · 1985 · 1986 · 1987 · 1988 · 1989 · 1990 · 1991 · 1992 · 1993 · 1994 · 1995 · 1996 · 1997 · 1998 · 1999 · 2000 · 2001 · 2002 · 2003 · 2004 · 2005 · 2006 · 2007 · 2008 · 2018 · 2019 · 2021 · 2022